# Lobtjanka
Lobtjanka (ryska: Лобчанка) är ett vattendrag i Belarus.   Det ligger i voblasten Mahiljoŭs voblast, i den östra delen av landet, 240 km öster om huvudstaden Minsk.
Omgivningarna runt Lobtjanka är en mosaik av jordbruksmark och naturlig växtlighet. Runt Lobtjanka är det glesbefolkat, med 11 invånare per kvadratkilometer.